# 木村庄二郎
木村庄二郎（きむら しょうじろう）は、出羽海一門の部屋に所属する行司が名乗ることが多い。元々は「庄治郎」だったが、「庄次郎」「正治郎」などとも記されている。
26代式守伊之助が1950年5月場所、6代木村庄次郎（庄二郎）を襲名している（「庄次郎」はこの場所のみで、翌場所より前名の「宗市」に戻し、再び1956年9月～1990年11月まで「庄二郎」を名乗る）。
6代まで続いているが、現在この名跡を名乗る行司はおらず、長らく空いたままとなっている。